# Kfar Saba
Kfar Saba (em hebraico: כְּפַר סָבָא, lit. "Vila de Sava"), oficialmente Kfar Sava, é uma cidade na região de Sarom, do Distrito Central de Israel. Segundo o Escritório Central de Estatísticas de Israel, no final de 2007, Kfar Saba tinha uma população total de 81 600 habitantes.